# Farad'n Corrino
Farad'n Corrino è un personaggio immaginario dell'universo di Dune creato da Frank Herbert. Appare nel romanzo I figli di Dune, mentre la sua infanzia è raccontata nel romanzo Paul of Dune di Brian Herbert e Kevin J. Anderson.